# Edward Stanhope

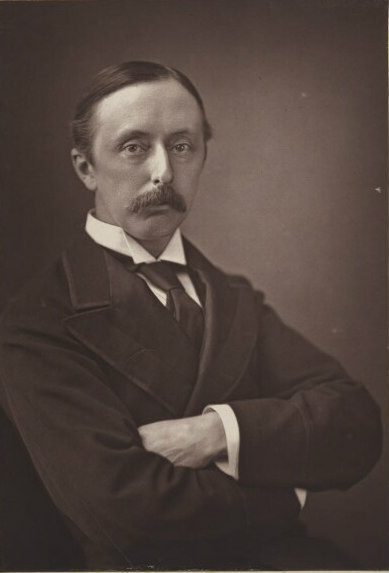
Edward Stanhope (1881)

Hon. Edward Stanhope (* 24. September 1840 in Belgravia, London; † 21. Dezember 1893 in Chevening House, Sevenoaks, Kent) war ein britischer Politiker der Conservative Party, der zwischen 1874 und seinem Tod 1893 Mitglied des Unterhauses (House of Commons) sowie von 1885 bis 1886 Handelsminister und zwischen 1886 und 1887 Kolonialminister war. Er war darüber hinaus von 1887 bis 1892 Kriegsminister.

## Leben
Edward Stanhope war der zweite Sohn von Philip Stanhope, 5. Earl Stanhope (1805–1875) und dessen Ehefrau Emily Harriet Kerrison († 1873), Tochter von General Sir Edward Kerrison, 1. Baronet (1776–1853). Sein älterer Bruder war Arthur Philip Stanhope (1838–1905), der beim Tod des Vaters 1875 den Titel als 6. Earl Stanhope und die nachgeordneten Titel erbte. Seine jüngere Schwester Lady Mary Catherine Stanhope (1844–1876) war die Ehefrau des Politikers Frederick Lygon, 6. Earl Beauchamp (1830–1891)., während sein jüngerer Bruder Hon. Henry Augustus Stanhope (1845–1933) war. Sein jüngster Bruder war Philip Stanhope, 1. Baron Weardale (1847–1923), der ebenfalls Mitglied des Unterhauses war und 1906 als Baron Weardale zum erblichen Peer erhoben und dadurch Mitglied des Oberhauses (House of Lords) wurde. Er selbst absolvierte nach dem Besuch der Harrow School ein Studium am Christ Church der University of Oxford und spielte 1861 Cricket für die Grafschaft Kent. 1865 wurde er an der Anwaltskammer von Inner Temple als Barrister zugelassen und nahm daraufhin eine anwaltliche Tätigkeit auf.
Bei der Unterhauswahl am 31. Januar 1874 wurde Stanhope als Nachfolger von Weston Cracroft Amcotts für die Conservative Party im Zwei-Vertreter-Wahlkreis „Lincolnshire Mid“ erstmals Mitglied des Unterhauses (House of Commons) gewählt und vertrat diesen Wahlkreis nach seiner Wiederwahl am 31. März 1880 bis zur Auflösung dieses Wahlkreises am 24. November 1885.

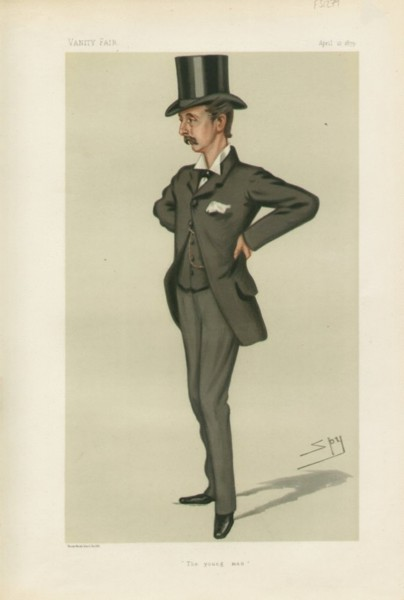
Edward Stanhope (Karikatur „The young man“ von Leslie Ward im Magazin „Vanity Fair“; 12. April 1879)

Sein erstes Regierungsamt übernahm er im Kabinett Disraeli II und war zwischen 1875 und 1878 Parlamentarischer Sekretär im Handelsministerium (Parliamentary Secretary to the Board of Trade) sowie von 1878 bis 1880 Unterstaatssekretär im Ministerium für Indien (Under-Secretary of State for India). Im Kabinett Salisbury I fungierte er zwischen dem 24. Juni 1885 und seiner Ablösung durch Henry Holland am 17. September 1885 als Vice-President of the Committee of the Council on Education und war damit kurzzeitig Bildungsminister. Er übernahm zudem am 19. August 1885 von Charles Gordon-Lennox, 6. Duke of Richmond den Posten des Handelsministers (President of the Board of Trade) und bekleidete dieses Amt bis zum Ende von Salisburys Amtszeit am 28. Januar 1886.
Bei der Unterhauswahl am 24. November 1885 wurde Edward Stanhope für die konservativen Tories im neu geschaffenen Wahlkreis „Horncastle“ wieder zum Mitglied des Unterhauses gewählt und gehörte diesem nunmehr nach seinen Wiederwahlen am 1. Juli 1886 und am 4. Juli 1892 bis zu seinem Tode am 21. Dezember 1893 an, woraufhin Gilbert Heathcote-Drummond-Willoughby bei der Nachwahl am 11. Januar 1894 zum neuen Abgeordneten gewählt wurde.
Im Kabinett Salisbury II übernahm Stanhope am 3. August 1886 das Amt als Kolonialminister (Secretary for the Colonies) und bekleidete dieses Ministeramt bis zum 14. Januar 1887, woraufhin abermals Sir Henry Holland, 2. Baronet, ihn ablöste. Er wiederum löste William Henry Smith am 14. Januar 1887 im Zuge einer Umbildung des zweiten Kabinetts Salisbury als Kriegsminister (Secretary of State for War) und hatte dieses Amt bis zum Ende der Amtszeit von Salisbury am 11. August 1892. Er war mit Lucy Constance Egerton verheiratet, Tochter von Reverend Thomas Egerton und dessen Charlotte Catherine Milner.

## Veröffentlichung
- Abstracts of the deeds and charters relating to Revesby abbey, W. K. Morton, Horncastle 1889